# Битва на Ебро (1938)
Битва на Е́бро (ісп. Batalla del Ebro; кат. Batalla de l'Ebre) — найбільша та найтриваліша битва громадянської війни в Іспанії. Відбувалась в період з липня по листопад 1938 року. В результаті битви республіканці зазнали нищівної поразки від націоналістів.

## Перебіг битви

### Наступ республіканців
Напад республіканців розпочався в ніч з 24 на 25 липня 1938 року, Коли підрозділи, призначені для здійснення атаки, сконцентрувалися в армії «Ебро» під командуванням генерала Модесто, в декількох місцях переправилися через річку з понтонами, прорвали лінії націоналістів в обороні на правому березі Ебро. Атака республіканських сил була спрямована на стратегічні міста Гандеса і Корбера. За кілька днів у районі Гандеси було встановлено плацдарм.
26 липня республіканські війська безуспішно намагалися захопити пагорб 481, ключову позицію в районі Гандеси. Цей пагорб був сильно укріпленим, захищеним бункерами, траншеями та колючим дротом. Фронтальні атаки, що повторювались багато разів протягом шести днів, спричинили великі втрати для республіканських військ. Отже, після шестиденних боїв республіканцям довелося припинити атаки і відступити на пагорб 666 у масиві Сьєрра-Пандолос. Пагорб був важливим пунктом опору для республіканців під час пізнішої контратаки націоналістів (вересень). Республіканські війська продовжували атаку до 3 серпня, натрапляючи на все сильніший опір націоналістів.

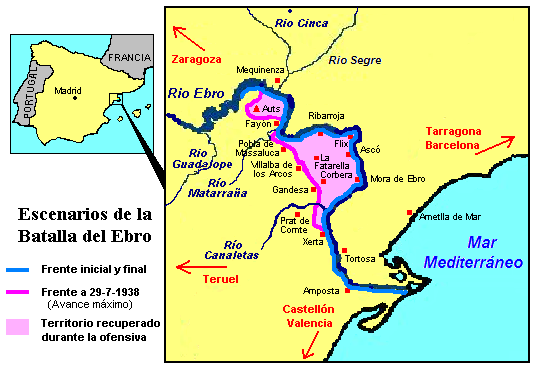
Карта битви на Ебро. Рожевим зображено максимальний наступ республіканських сил.

### Контрнаступ націоналістів

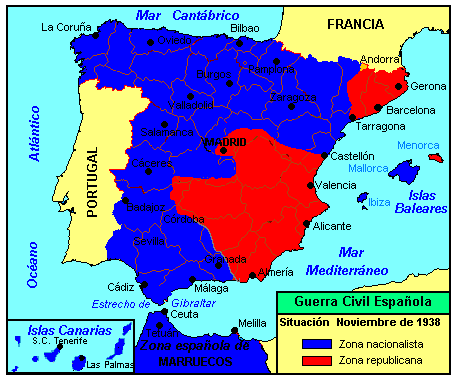
Мапа сторін громадянської війни в Іспанії (листопад, 1938)
Націоналісти
Республіканці

Після того, як націоналісти зібрали підкріплення з оперативного резерву Левантського і Південного фронту (вони отримали чисельну і технічну перевагу: в живій силі 1,5:1, в артилерії 4:1, в бронетехніці 2:1, в авіації 3:1). 3 серпня націоналісти перейшли до контрнаступу і після трьох місяців важких боїв, вони ліквідували плацдарм, перемістивши республіканські війська на східний берег річки. На деяких ділянках націоналісти застосовували близько 200 гармат, обстрілювавши республіканців понад 13 000 снарядами на день. Важливим фактором переваги націоналістів було також їх майже повна перевага в повітрі.
Втрати обох сторін були колосальними (хоча з націоналістичного боку дещо меншими) — найбільшими з усіх боїв у цій війні. Однак націоналісти мали можливість надіслати підкріплення, тоді як республіканці — не мали.
Операція принесла великий досвід організації атаки з наведенням великих водних перешкод, ведення бойових боїв, а також оборонних та відступальних операцій із застосуванням багатьох видів зброї, сучасної техніки та зброї.

## Наслідки
З огляду на вичерпання ресурсів та пов'язані з цим величезні втрати військових та техніки, практичне знищення найбільш боєздатних підрозділів, складених переважно з комуністів та анархістів, битва на Ебро стала найбільш руйнівною стратегічною поразкою для республіканців. З цього моменту ліквідація республіки націоналістичними військами була лише питанням часу.
На думку деяких дослідників, вирішальною подією для поразки республіканців стала Мюнхенська угода, укладена 29–30 вересня 1938 року. Жертвами договору стали не лише Чехословаччина, а й Республіканська Іспанія. Допомога СРСР закінчилася, що і стало кінцем народних фронтів та лівих союзів. У жовтні всіх міжнародних добровольців було виведено з фронту. Націоналісти продовжували користуватися підтримкою народу, зброєю та обладнанням з Німеччини та Італії.

## В культурі

### Фільми
- Удар рукою (ісп. Golpe de mano; 1970)[2]